# Golek (gmina Črnomelj)
Golek – wieś w Słowenii, w gminie Črnomelj. W 2018 roku liczyła 38 mieszkańców.